# 1023

## Родени
- Анастасия Ярославна, кралица на Унгария